# Resolució 2416 del Consell de Seguretat de les Nacions Unides
La Resolució 2416 del Consell de Seguretat de les Nacions Unides fou adoptada per unanimitat el 15 de maig de 2018. Després de recordar les resolucions 2024 (2011) i 2075 (2012), el Consell va acordar ampliar durant sis mesos el mandat de la Força Provisional de Seguretat de les Nacions Unides per a Abyei (UNISFA) fins al 15 de novembre de 2018 en relació amb el lliurament d'assistència humanitària i la protecció de civils, alhora que subratlla que les seves tasques relacionades amb el Mecanisme de Verificació i Vontrol de la Frontera Conjunta (JBVMM) a Abyei no es prorrogarà més, tret que les parts en disputa accelerin el progrés en diversos àmbits clau. També va decidir reduir el sostre de tropes autoritzat de la missió a 4.500 fins al 15 de novembre de 2018, i que, a partir del 15 d'octubre de 2018, aquest límit es reduiria fins a 3.959, llevat que es modifiquessin les modificacions del mandat.